# 東貝塚駅
東貝塚駅（ひがしかいづかえき）は、大阪府貝塚市半田にある、西日本旅客鉄道（JR西日本）阪和線の駅である。駅番号はJR-R41。

## 歴史
当駅は、大日本紡績（現・ユニチカ）貝塚工場への貨物搬出入のため設置された駅である。
1916年（大正5年）に前身の摂津紡績が泉南郡北近義村（のち貝塚町、現・貝塚市）大字脇浜の土地53,399坪を工場建設予定地として購入した。1930年（昭和6年）に阪和電気鉄道本線が全線開通すると、大日本紡績は脇浜の土地を阪和沿線の貝塚町大字半田の土地48,132坪と交換し、1934年（昭和9年）3月に貝塚工場の起工式を行った。貝塚工場は翌1935年（昭和10年）1月に操業を開始し、ニチボー、ユニチカへの変更を経て、1997年（平成9年）3月に操業を停止した。

### 年表
- 1934年（昭和9年）
  - 4月10日：阪和電気鉄道が阪和岸和田駅（現在の東岸和田駅） - 和泉橋本駅間に駅新設届提出（4月14日認可）[1]。
  - 4月26日：貨物積卸場設置願届出、貨物設備を先行使用開始[1]。
  - 9月24日：阪和貝塚駅として開業[1]。
- 1940年（昭和15年）12月1日：阪和電気鉄道が南海鉄道に吸収合併され、南海山手線の駅となる[2]。
- 1941年（昭和16年）8月1日：東貝塚駅に改称[3]。
- 1944年（昭和19年）5月1日：戦時買収により国有化され、運輸通信省（国鉄）阪和線の駅となる[2]。
- 1984年（昭和59年）2月1日：貨物の取り扱いを廃止[4]。
- 1985年（昭和60年）3月14日：荷物扱い廃止[4]。
- 1987年（昭和62年）4月1日：国鉄分割民営化により、西日本旅客鉄道（JR西日本）の駅となる[4][2]。
- 1993年（平成5年）7月1日：阪和線運行管理システム（初代）導入。
- 1998年（平成10年）6月9日：自動改札機を設置し、供用開始[5]。
- 2003年（平成15年）11月1日：ICカード「ICOCA」の利用が可能となる[6]。
- 2013年（平成25年）9月28日：阪和線運行管理システムを2代目のものに更新。
- 2016年（平成28年）
  - 6月14日：みどりの窓口の営業を終了。
  - 6月15日：みどりの券売機プラスが稼働。
- 2017年（平成29年）10月22日：東岸和田駅周辺の高架化が完了することに伴い東岸和田駅の場所が移動するため、当駅から東岸和田駅の駅間営業キロが1.5kmから1.6kmに変更される[7]。
- 2018年（平成30年）3月17日：駅ナンバリングが導入され、使用を開始。
- 2023年（令和5年）12月4日：西口駅舎の使用を開始[8]。

## 駅構造
待避設備を備えた島式ホーム2面4線を持つ地上駅。有効長は6両編成分。8両編成は、回送電車の待避停車のみ可能。駅舎は下り線東側日根野寄りの東口と、上り線西側天王寺寄りの西口にあり、東口駅舎へは地下道と階段で、西口駅舎へは跨線橋とエレベーターで結ばれている。
日中以外の時間帯で一部の普通電車が当駅で快速電車・特急列車の通過待ちを行う。
和泉府中駅が管理している直営駅で、ICカード「ICOCA」を利用することができる（相互利用可能ICカードはICOCAの項を参照）。

### のりば
| のりば | 路線   | 方向 | 行先                       |
| ------ | ------ | ---- | -------------------------- |
| 1・2   | 阪和線 | 下り | 熊取・関西空港・和歌山方面 |
| 3・4   | 阪和線 | 上り | 鳳・天王寺・大阪方面       |

- 2・3番のりばが本線、1・4番のりばが待避線である。
- 列車の運行障害時に折り返し運転が行えるように、2013年11月に列車折り返し設備が新設された[11]。
- 天王寺発東岸和田行きは東岸和田駅到着後当駅まで回送され折返し鳳行きの回送、または東岸和田まで回送し快速天王寺行きとなる。

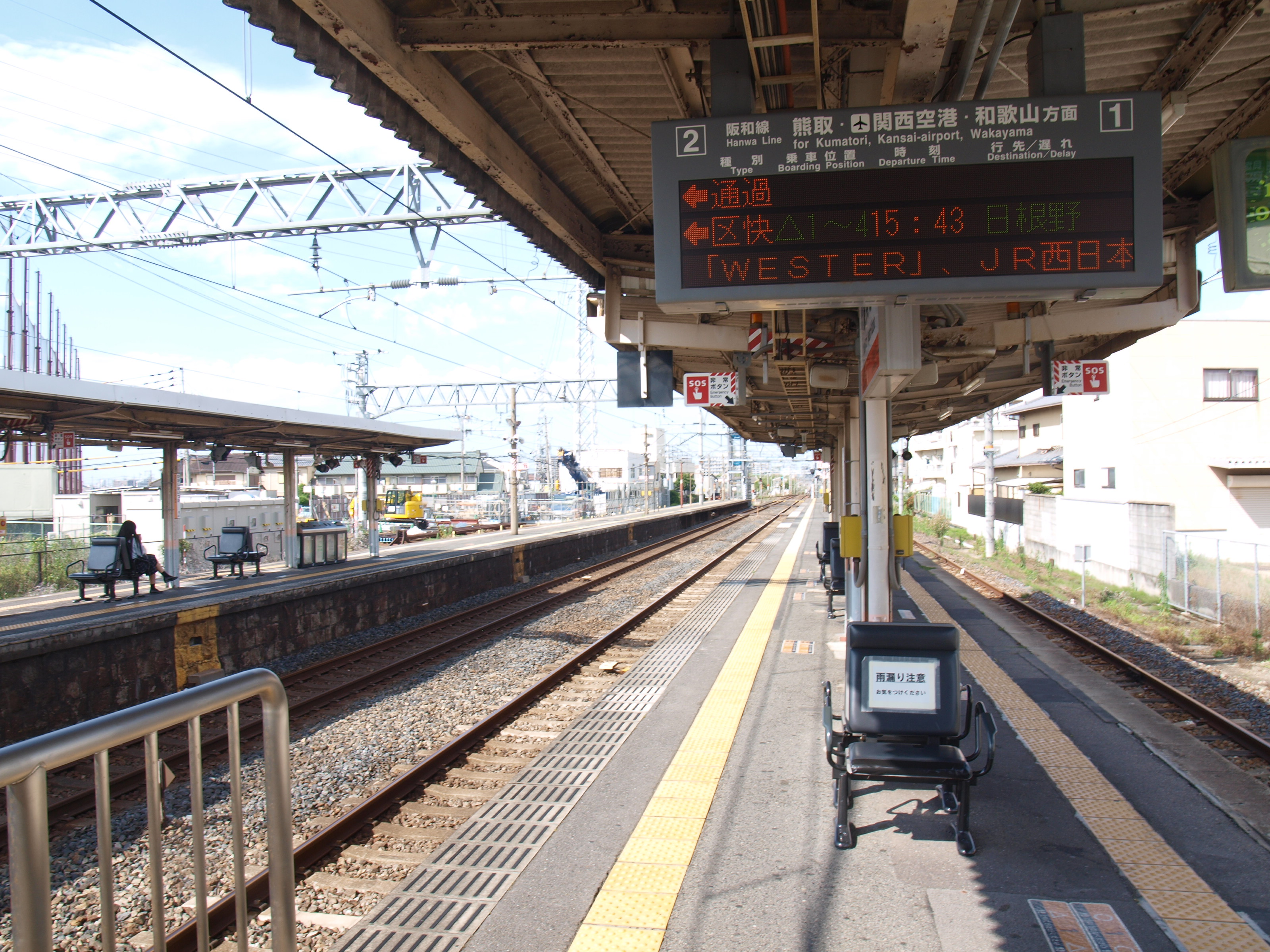
ホーム（2022年6月）

## 利用状況
2023年（令和5年）度の一日平均乗車人員は2,344人である。
各年度の1日の平均乗車人員は以下の通りである。
| 年度               | 1日平均 乗車人員 | 出典          |
| ------------------ | ---------------- | ------------- |
| 1988年（昭和63年） | 1,631            | [ 大阪府 1 ]  |
| 1989年（平成元年） | 1,801            | [ 大阪府 1 ]  |
| 1990年（平成02年） | 1,870            | [ 大阪府 2 ]  |
| 1991年（平成03年） | 1,940            | [ 大阪府 3 ]  |
| 1992年（平成04年） | 1,971            | [ 大阪府 4 ]  |
| 1993年（平成05年） | 1,912            | [ 大阪府 5 ]  |
| 1994年（平成06年） | 2,058            | [ 大阪府 6 ]  |
| 1995年（平成07年） | 2,075            | [ 大阪府 7 ]  |
| 1996年（平成08年） | 2,035            | [ 大阪府 8 ]  |
| 1997年（平成09年） | 2,006            | [ 大阪府 9 ]  |
| 1998年（平成10年） | 1,943            | [ 大阪府 10 ] |
| 1999年（平成11年） | 1,903            | [ 大阪府 11 ] |
| 2000年（平成12年） | 1,853            | [ 大阪府 12 ] |
| 2001年（平成13年） | 1,830            | [ 大阪府 13 ] |
| 2002年（平成14年） | 1,927            | [ 大阪府 14 ] |
| 2003年（平成15年） | 1,913            | [ 大阪府 15 ] |
| 2004年（平成16年） | 1,882            | [ 大阪府 16 ] |
| 2005年（平成17年） | 1,920            | [ 大阪府 17 ] |
| 2006年（平成18年） | 1,969            | [ 大阪府 18 ] |
| 2007年（平成19年） | 2,046            | [ 大阪府 19 ] |
| 2008年（平成20年） | 2,088            | [ 大阪府 20 ] |
| 2009年（平成21年） | 2,075            | [ 大阪府 21 ] |
| 2010年（平成22年） | 2,127            | [ 大阪府 22 ] |
| 2011年（平成23年） | 2,146            | [ 大阪府 23 ] |
| 2012年（平成24年） | 2,195            | [ 大阪府 24 ] |
| 2013年（平成25年） | 2,309            | [ 大阪府 25 ] |
| 2014年（平成26年） | 2,307            | [ 大阪府 26 ] |
| 2015年（平成27年） | 2,330            | [ 大阪府 27 ] |
| 2016年（平成28年） | 2,376            | [ 大阪府 28 ] |
| 2017年（平成29年） | 2,447            | [ 大阪府 29 ] |
| 2018年（平成30年） | 2,484            | [ 大阪府 30 ] |
| 2019年（令和元年） | 2,525            | [ 大阪府 31 ] |
| 2020年（令和02年） | 2,080            | [ 大阪府 32 ] |
| 2021年（令和03年） | 2,117            | [ 大阪府 33 ] |
| 2022年（令和04年） | 2,260            | [ 大阪府 34 ] |
| 2023年（令和05年） | 2,344            | [ 大阪府 35 ] |

## 駅周辺
2023年に新設された西口駅舎付近には、バス・タクシーの発着が可能な駅前広場が併せて整備されており、ユニチカ貝塚工場跡地の各施設に連絡している。一方、東口駅舎付近には駅前広場がないが、旧来からの駅舎付近であることから交番や郵便局などの施設が存在する。
- ユニチカ貝塚工場跡地
  - 日本生命野球部グラウンド
  - 貝塚市歴史展示館（旧ユニチカ貝塚工場事務所）
  - ホームセンタームサシ貝塚店
  - くら寿司東貝塚店
- 貝塚市立第二中学校
- 日本郵便 貝塚半田郵便局
- 道教寺
- 宮﨑機械システム

### バス路線
駅西口の駅前広場に設置されている「東貝塚駅前広場」停留所と、駅山側の大阪府道237号東貝塚停車場線上に設置されている「東貝塚駅」停留所にて、は〜もに〜ばすが発着する。貝塚養護老人ホームや市立貝塚病院へ結ぶ路線（ピンクバス）が運行されている。

## 隣の駅
西日本旅客鉄道（JR西日本）
 阪和線
■関空快速・■紀州路快速・■快速・■直通快速
通過
■区間快速・■普通
東岸和田駅 (JR-R40) - 東貝塚駅 (JR-R41) - 和泉橋本駅 (JR-R42)

### 記事本文

### 利用状況
1. ↑  大阪府統計年鑑 - 大阪府

大阪府統計年鑑
1. 1 2  大阪府統計年鑑（平成2年） (PDF)
2. ↑  大阪府統計年鑑（平成3年） (PDF)
3. ↑  大阪府統計年鑑（平成4年） (PDF)
4. ↑  大阪府統計年鑑（平成5年） (PDF)
5. ↑  大阪府統計年鑑（平成6年） (PDF)
6. ↑  大阪府統計年鑑（平成7年） (PDF)
7. ↑  大阪府統計年鑑（平成8年） (PDF)
8. ↑  大阪府統計年鑑（平成9年） (PDF)
9. ↑  大阪府統計年鑑（平成10年） (PDF)
10. ↑  大阪府統計年鑑（平成11年） (PDF)
11. ↑  大阪府統計年鑑（平成12年） (PDF)
12. ↑  大阪府統計年鑑（平成13年） (PDF)
13. ↑  大阪府統計年鑑（平成14年） (PDF)
14. ↑  大阪府統計年鑑（平成15年） (PDF)
15. ↑  大阪府統計年鑑（平成16年） (PDF)
16. ↑  大阪府統計年鑑（平成17年） (PDF)
17. ↑  大阪府統計年鑑（平成18年） (PDF)
18. ↑  大阪府統計年鑑（平成19年） (PDF)
19. ↑  大阪府統計年鑑（平成20年） (PDF)
20. ↑  大阪府統計年鑑（平成21年） (PDF)
21. ↑  大阪府統計年鑑（平成22年） (PDF)
22. ↑  大阪府統計年鑑（平成23年） (PDF)
23. ↑  大阪府統計年鑑（平成24年） (PDF)
24. ↑  大阪府統計年鑑（平成25年） (PDF)
25. ↑  大阪府統計年鑑（平成26年） (PDF)
26. ↑  大阪府統計年鑑（平成27年） (PDF)
27. ↑  大阪府統計年鑑（平成28年） (PDF)
28. ↑  大阪府統計年鑑（平成29年） (PDF)
29. ↑  大阪府統計年鑑（平成30年） (PDF)
30. ↑  大阪府統計年鑑（令和元年） (PDF)
31. ↑  大阪府統計年鑑（令和2年） (PDF)
32. ↑  大阪府統計年鑑（令和3年） (PDF)
33. ↑  大阪府統計年鑑（令和4年） (PDF)
34. ↑  大阪府統計年鑑（令和5年） (PDF)
35. ↑  大阪府統計年鑑（令和6年） (PDF)